# کوه نینا بنگ
کوه نینا بنگ (به لاتین: Nina Bang Mountain) یک کوه در گرینلند است که در آواناتا واقع شده‌است. کوه نینا بنگ ۸۱۵ متر بالاتر از سطح دریا واقع شده‌است.